# Landkreis Rhön-Grabfeld
Landkreis Rhön-Grabfeld er den nordligste  Landkreis  i den  tyske delstat Bayern. Den ligger i Regierungsbezirk Unterfranken og grænser mod vest til den hessiske Landkreis Fulda, mod nord og øst til de thüringske  landkreise Schmalkalden-Meiningen og Hildburghausen og mod syd ligger  landkreisene Haßberge, Schweinfurt og Bad Kissingen. Administrationsby/Kreisstadt er byen Bad Neustadt an der Saale.

## Geografi
Landkreisen ligger som navnet siger til dels i Rhön og dels i landsskabet Grabfeld. Rhön udgør den vestlige del af området; der ligger også det højeste punkt i landkreisen, Kreuzberg der når op i 928 meters højde.  Grabfeld er et bakkelandskab øst for administrationsbyen Bad Neustadt an der Saale. Gennem området løber floden Fränkische Saale fra øst mod vest; den har sit udspring ved Trappstadt i den østlige del af området, og forlader kreisen sydvest for Bad Neustadt. Ved Heustreu har floden Streu og i  Bad Neustadt floden Brend deres udløb, to små floder der har deres udspring i Rhön.

## Byer og kommuner
Kreisen havde 79690  indbyggere pr.  2018-12-31

| Byer 1. Bad Königshofen i.Grabfeld (5984) 2. Bad Neustadt a.d.Saale (administrationsby) (15411) 3. Bischofsheim a.d.Rhön (4825) 4. Fladungen (2248) 5. Mellrichstadt (5525) 6. Ostheim v.d.Rhön (3319) Købstæder (markt) 1. Oberelsbach (2655) 2. Saal a.d.Saale (1472) 3. Trappstadt (969) Kommunefri områder (79,49 km²) 1. Bundorfer Forst (18,06 km²) 2. Burgwallbacher Forst (16,18 km²) 3. Forst Schmalwasser-Nord (1,69 km²) 4. Forst Schmalwasser-Süd (14,31 km²) 5. Mellrichstädter Forst (4,14 km²) 6. Steinacher Forst r.d. Saale (19,85 km²) 7. Sulzfelder Forst (2,54 km²) 8. Weigler (2,73 km²) | Kommuner 1. Aubstadt (709) 2. Bastheim (2085) 3. Burglauer (1687) 4. Großbardorf (865) 5. Großeibstadt (1075) 6. Hausen (684) 7. Hendungen (884) 8. Herbstadt (606) 9. Heustreu (1277) 10. Höchheim (1067) 11. Hohenroth (3603) 12. Hollstadt (1462) 13. Niederlauer (1668) 14. Nordheim v.d.Rhön (1118) 15. Oberstreu (1497) 16. Rödelmaier (944) 17. Salz (2332) 18. Sandberg (2450) 19. Schönau a.d.Brend (1232) 20. Sondheim v.d.Rhön (922) 21. Stockheim (1094) 22. Strahlungen (939) 23. Sulzdorf a.d.Lederhecke (1102) 24. Sulzfeld (1704) 25. Unsleben (924) 26. Willmars (580) 27. Wollbach (1319) 28. Wülfershausen a.d.Saale (1453) |

Verwaltungsgemeinschafte
1. Bad Königshofen i.Grabfeld
(Markt Trappstadt, kommunerne Aubstadt, Großbardorf, Herbstadt, Höchheim, Sulzdorf a.d.Lederhecke og Sulzfeld)
2. Bad Neustadt a.d.Saale
(Kommunerne Burglauer, Hohenroth, Niederlauer, Rödelmaier, Salz, Schönau a.d.Brend og Strahlungen)
3. Fladungen
(Byen Fladungen, kommunerne Hausen og Nordheim v.d.Rhön)
4. Heustreu
(Kommunerne Heustreu, Hollstadt, Unsleben og Wollbach)
5. Mellrichstadt
(Byen Mellrichstadt, kommunerne Hendungen, Oberstreu og Stockheim)
6. Ostheim v.d.Rhön
(Byen Ostheim v.d.Rhön, kommunerne Sondheim v.d.Rhön og Willmars)
7. Saal a.d.Saale
(Markt Saal a.d.Saale, kommunerne Großeibstadt og Wülfershausen a.d.Saale)